# سوراخانی (باکو)

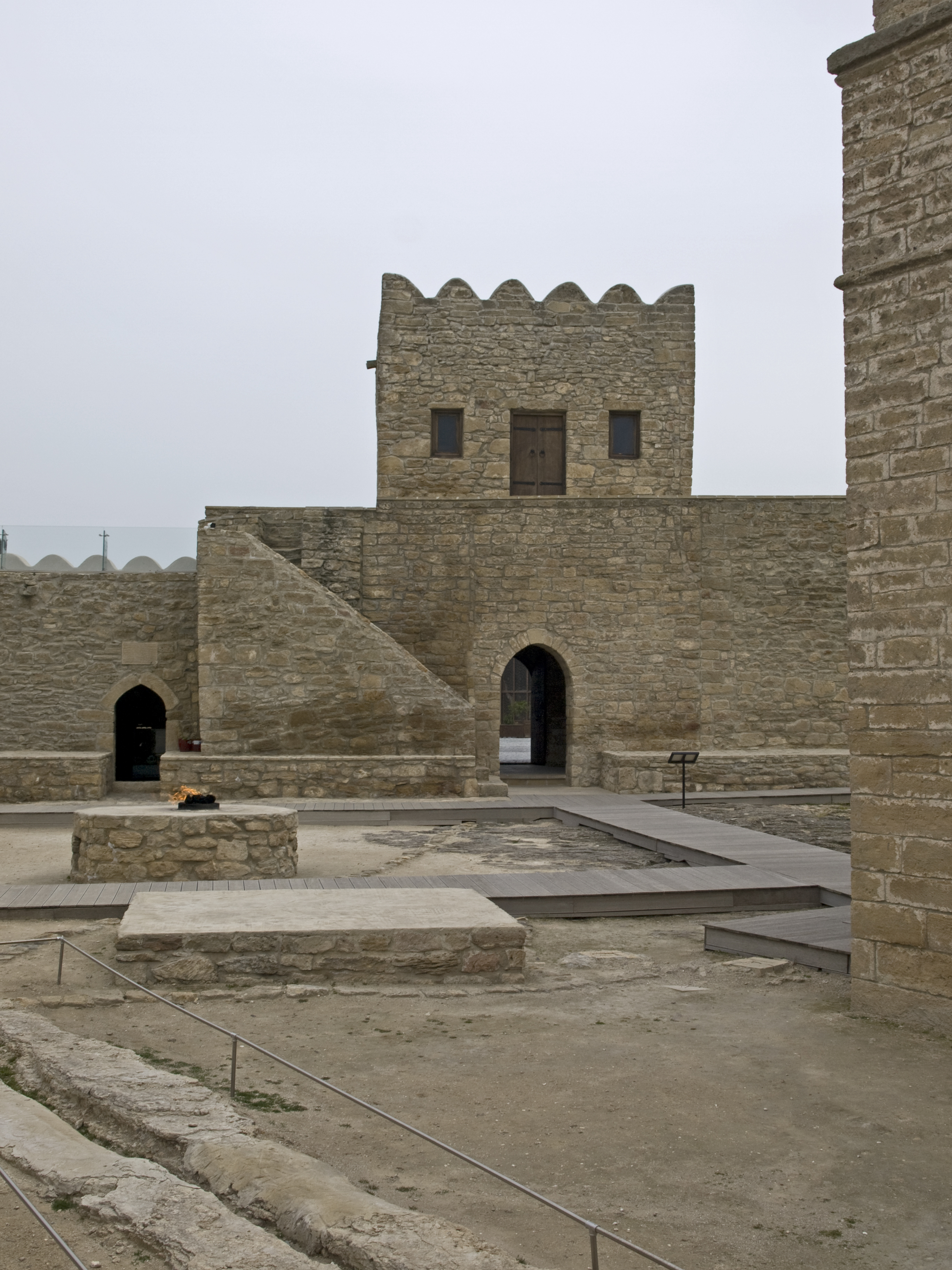
آتشگاه باکو

سوراخانی (به لاتین: Suraxanı، روسی: Сураханы) شهری در شرق جمهوری آذربایجان و در شبه‌جزیره آب‌شوران و در کناره دریای کاسپین است. سوراخانی مرکز اداری سوراخانی رایون از توابع شهر باکو است که در ناحیه شمال شرقی آن قرار گرفته‌است.

## جغرافیا
سوراخانی دارای ارتفاع ۱۲ متر از سطح دریا است و تا شهر باکو ۳۰ کیلومتر فاصله دارد.

## ریشه واژه
نام این شهر از زبان تاتی قفقاز به‌معنی خانه گرم گرفته شده‌است.

## تاریخچه
از زمان‌های بسیار دور تعداد بسیار زیادی چاه نفت در حومه سوراخانی یافت می‌شد. نخستین پالایشگاه نفت جهان به ابتکار واسیلی کوکورف، در سال ۱۸۵۷ در سوراخانی ساخته شد. همچنین دمیتری مندلیف در این پالایشگاه به عنوان مشاور کار می‌کرد. در سال ۱۸۷۹ راه‌آهن باکو - صابونچی، که حمل و نقل نفت را به میزان قابل توجهی تسهیل می‌کرد، از سوراخانی عبور کرد و در سال ۱۹۲۶، نخستین خط قطار برقی در اتحاد جماهیر شوروی از سوراخانی عبور کرد.

## جاذبه‌های گردشگری

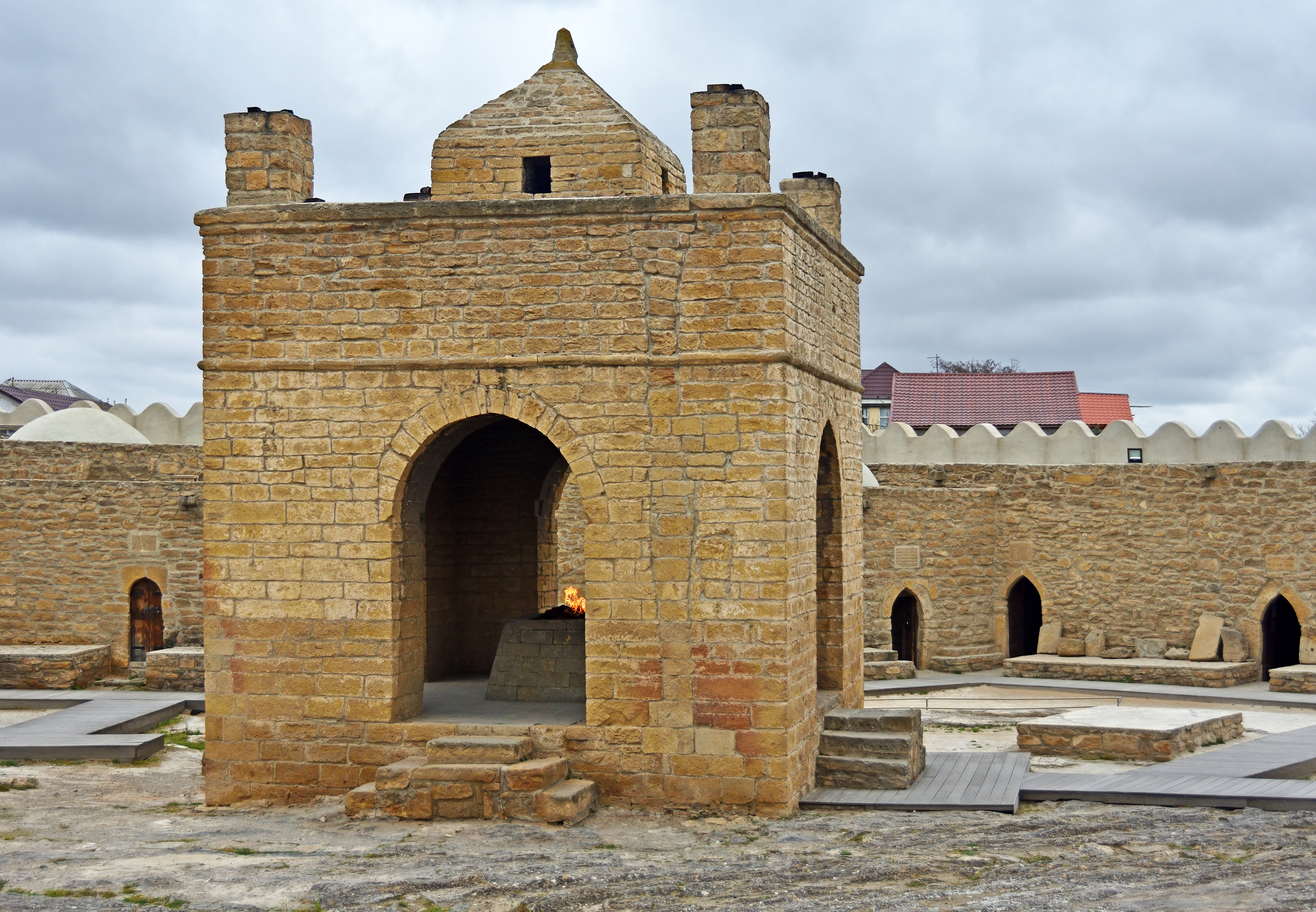

- آتشگاه باکو